# Archetypomys
Genre
Archetypomys  est un genre de rongeurs fossiles.